# Dibrovka, Izeaslav
Dibrovka (în ucraineană Дібровка) este un sat în comuna Zavadînți din raionul Izeaslav, regiunea Hmelnîțkîi, Ucraina.

## Demografie
Componența lingvistică a localității Dibrovka
     Ucraineană (100%)
Conform recensământului din 2001, toată populația localității Dibrovka era vorbitoare de ucraineană (100%).